# Kozmogonija
Kozmogonija je dio astronomije koji istražuje podrijetlo i razvoj svemira u cjelini ili nebeskih tijela, a posebno Sunčeva sustava. Danas vlada teorija o zajedničkom nastanku Sunca i planeta, a njoj su najviše pridonijeli svojim radovima Carl Friedrich von Weizsäcker (1944.), Hannes Alfvén (1945.), Gerard Kuiper (1951.) i Fred Hoyle (1960.). Teorija se zasniva na promatranjima mladih zvijezda koje se oblikuju u području hladnih međuzvjezdanih oblaka i koje su okružene maglicom (Herbig-Haro objekt). Postanak im se odvija u nekoliko koraka. Najprije se veliki međuzvjezdani plinovito-prašni oblak skuplja i istodobno cijepa na manje dijelove (fragmentacija). Iz jednog oblačnoga dijela oblikuje se prasunčeva maglica kao rotirajući disk. U središtu je diska buduće Sunce, koje prikuplja najviše mase, a zgušnjavaju se i dijelovi diska, te tvore jezgre budućih planeta. Planeti rastu od manjih dijelova (planetezimala), oko kojih se okuplja plin. Mlado se Sunce pod utjecajem gravitacije steže, zagrijava i u njegovu središtu započinje nuklearna fuzija. Osim kemijskim sastavom, građa i veličina planeta bit će uvjetovane Sunčevim zračenjem i Sunčevim vjetrom. Bliže Suncu, temperatura je viša; na položaju gdje se temperatura spusti ispod 1800 K ukrućuju se refraktorne, teško taljive tvari, a pri temperaturama nižima od 300 K i isparljive, lako hlapljive tvari. Bliži su protoplaneti zbog toga veće gustoće, dok udaljeniji protoplaneti, oni od kojih će nastati divovski planeti poput Jupitera, narastu privlačeći iz maglice većinske plinove, vodik i helij. U trajanju od približno 100 milijuna godina, planeti i manja tijela prikupe sav materijal maglice, nakon čega dolazi do dugotrajnih promjena u unutrašnjoj građi planeta, do taloženja (sedimentacije) i kemijskih diferencijacije po dubini, to jest do danas zatečena stanja.

## Postanak planetskog sustava
Prema današnjem shvaćanju, postanak i razvoj planetskog sustava odvijao se u nekoliko koraka. Ponajprije, veliki međuzvjezdani oblak se zbija i pritom razdvaja na manje dijelove. Iz tvari sadržane u jednom oblačnom dijelu oblikuje se Sunčeva maglica kao rotirajući disk; u njemu dolazi do preraspodjele količine gibanja i pa se stječu uvjeti za nastanak malih kompaktnih tijela. Nakon toga oblikuju se planeti. Ovisno o građi od koje su nastali, planeti i njihovi veći sateliti prolaze kroz geološki razvoj. Sadašnje stanje tijela u planetskom sustavu posljedica je načina nastanka i razvoja. Stoga se i kozmogonija planetskog sustava provjerava sadašnjim stanjem svih vrsta tijela, a u cjelovitu opću sliku trebaju se uklopiti i promjene u pojedinačnim zasebnim slučajevima. 
Sudeći po razvoju zvijezda, Sunčev je sustav nastao iz međuzvjezdanom materijala koji se nalazio u spiralnom kraku naše Galaktike (Mliječni put). Hladni oblaci plina i prašine postoje u galaktičkoj ravnini i danas, mnogo godina nakon nastanka prvih zvijezda Galaktike. Da bi se ti oblaci pretvorili u zvijezde, gravitacijska sila mora nadjačati težnju plina da se širi (ekspandira). Da bi gravitacijsko privlačenje nadvladalo, gustoća oblaka mora pri danoj temperaturi prijeći neku kritičnu vrijednost. Zamišljena su dva načina na koja dolazi do povećanja gustoće: ulazak međuzvjezdanog oblaka u područje spiralnog kraka galaktike ili pojava supernove u neposrednoj blizini. Izučavanje galaktika pokazuje da je u krakovima međuzvjezdana tvar veće gustoće nego izvan krakova, pa se ulaskom oblaka u spiralni krak oblak usporava i sabija. S druge strane, supernove udarnim valovima zbijaju međuzvjezdanu tvar. U slučaju našeg sustava imamo potvrdu da se zbila eksplozija supernove. U ugljikovodičnim meteoritima nađeni su izotopi koji su potomci radioaktivnih elemenata kratkog vremena poluraspada, a koji se proizvode eksplozijom supernove. Prema broju atoma izotopa procijenjeno je da je od pojave supernove do skrućivanja meteoritskog materijala prošlo od nekoliko milijuna do nekoliko desetaka milijuna godina. 

### Prasunčeva maglica
Prilikom odvajanja od drugih dijelova međuzvjezdana oblaka prasunčeva maglica zadržava galaktičko magnetsko polje - važno svojstvo međuzvjezdana prostora, a zadržava i dinamičko stanje u kojemu se oblak nalazio. Prasunčeva maglica zato pri osamostaljenju se vrti (rotira), i u odnosu na središte galaktike, i u odnosu na druge galaktike. Maglica se nastavlja urušavati. Tvar pada prema središtu oblaka gdje nastaje mlado Sunce. Ono se zbog stiskanja zagrijava i sve jače svijetli. Najjače je zagrijano u središtu, i ondje se počinju javljati termonuklearne reakcije, koje će mu dabati energiju u dugom nizu godina. Sunce se prestaje stezati tek kada ekspanzivni tlak plina poraste toliko da se izjednači s hidrostatskim tlakom. 
Za vrijeme stezanja Sunca i stezanja cijele maglice, a zbog sačuvanja kutne količine gibanja, Sunce i maglica se vrte sve brže. Disk je to plosnatiji što se brže vrti. Disk je tijelo osne simetrije i ima jednu osobitu ravninu - ravninu ekvatora. One čestice koje se još ne nalaze u ekvatorskoj ravnini privlači, osim Sunca, i veća masa koja se u ekvatorskoj ravnini već nalazi; čestice “padaju” u ravninu ekvatora. To omogućuju, i tome pridonose, neelastični sudari čestica, jer se pri neelastičnom sudaru smanjuje komponenta brzine okomita na ekvatorsku ravninu (slično kao kod Saturnovih prstena). Takvo vladanje jače je izraženo kod zrnaca prašine nego kod slobodnih atoma, pa se prašina vrlo brzo taloži u sloj u ekvatorskoj ravnini; mnogo tanji od maglice. Staze budućih planeta bit će ograničene na širinu sloja pa ne moraju ležati točno u ravnini Sunčeva ekvatora. 
Nezaobilazni dinamički problem razvoja sustava označava prijenos kutne količine gibanja sa Sunca na planete. Budući da je najmasivniji dio maglice, prasunce sadrži najveću kutnu količinu gibanja. Danas je pak 50 puta veća količina gibanja sadržana u revoluciji planeta nego u rotaciji Sunca, iako Sunce ima masu 750 puta veću od mase svih planeta zajedno. Na jedan način, količina gibanja može se prenijeti magnetskim poljem. Ono je usredotočeno u središnjem plinovitom zgušćenju, mladom Suncu i silnice izlaze iz njega u obliku spirala, prolazeći kroz čitav disk. Sunce je pomoću magnetskog polja povezano s maglicom i predaje joj energiju. Mlado Sunce okretalo se 100 puta brže. Zamislimo li magnetske silnice kao elastične lisnate opruge koje vire iz osovine - Sunca, zaključit ćemo da će se te opruge požurivati vrtnju maglice u kojoj su usidrene; iako je ta slika posve mehanička, ona dobro opisuje stvaran proces. Sunčeva se vrtnja prenosi na maglicu. Koliko kutna količina gibanja maglice poraste, toliko se kutna količina gibanja Sunca smanji. Zbog povećanja kutne količine gibanja maglica se udaljava od Sunca. 
Na drugi način, kutna se količina gibanja može prenijeti i putem vrtložnih gibanja u maglici. A znatna količina gibanja mogla se izgubiti gubitkom mase u obliku Sunčeva vjetra. Prijenos kutne količine gibanja sa Sunca na maglicu ima dvojaku posljedicu. S jedne strane u jednom će se trenutku izgubiti veza maglice i Sunca i ono više neće moći usisavati maglicu. Drugo, maglica poprima količinu gibanja koju će prenijeti na tijela u njoj rođena, na buduće planete.

### Nastajanje planeta
U maglici su morali postojati svi preduvjeti za stvaranje planeta: iz raspršenog stanja, zrna prašine i plina treba da se sustavno okupe i stvore nebesko tijelo; u toku okupljanja tvar mora proći kroz određeni toplinski režim da bi postigla određeni kemijski i mineraloški sastav; različite tvari moraju se zatim prostorno razdvojiti, jer je i građa svih tijela Sunčeva sustava raslojena. Počnimo od kondenzacije maglice. Kao centri kondenzacije služe zrna praha; ona rastu kada na njih neelastično nalijeću molekule iz plinovitog stanja. Budući da otpor plinovitog sredstva ujednačuje brzine gibanja zrna, ona se sudaraju malim brzinama i lijepe (amalgamiraju). Tako se u prasunčevoj maglici javljaju čvrsta tijela. Povoljni uvjeti za njihov rast postoje samo dok je maglica relativno hladna. 
Sastav čvrstih tijela uvjetovan je kemijskim sastavom maglice i toplinskim svojstvima kroz koji prolaze. U maglici prevladava vodik (78% mase) i helij (20% mase), s primjesom težih elemenata (2%). Elementi se javljaju u plinovitom stanju, to jest kao slobodni neutralni ili ionizirani atomi i molekule, a ugrađuju se i u zrna prašine. Kondenzacija se odvija uz određene temperature. U razmaku temperatura od 1 000 do 1 800 K ukrućuje se željezo, oksidi metala, silicija i sličnih (refraktorne, teško taljive tvari). Pri temperaturama od 100 do 300 K i niže, kondenziraju se i lako hlapljivi sastojci (volatilne tvari) kao što su voda, ugljikov dioksid, metan, amonijak; metalna i silikatna zrna prekrivaju se smrznutim tvarima koje su inače kod sobne temperature u plinovitom stanju. Plinoviti ostaju jedino vodik i plemeniti plinovi helij, argon i neon. 
Mineraloška svojstva meteorita potvrđuju postojanje temperatura od 300 do 1 800 K i tlakova do 1 bar. Stjenoviti sastav terestričkih planeta s velikim udjelom metala, te sustav jovijanskih planeta koji sadrže znatne količine volatilnih i zaleđenih tvari, upućuju na područja s različitim toplinskim uvjetima. Stanje je sukladno s iskustvom astrofizike prema kojemu mlada zvijezda prolazi kroz razdoblje kada joj je sjaj promjenjiv i sa zvijezde eratički teče veoma snažan vjetar (promjenjive zvijezde T-Tauri). Bliže prasuncu sastojci maglice su ižarivani, dok su se u udaljenim (perifernim) područjima tvari mogle smrzavati. 
Odlučujuća u stvaranju sustava je i druga posljedica Sunčeva vjetra. Vjetar tlači na maglicu i odbacuje je. Sa sadašnjom razinom Sunčeva vjetra, prasunčeva bi se maglica raspršila za 107 do 108 godina. Maglica je mogla biti posve odstranjena i za vrijeme dok je Sunce prebivalo u razdoblju zvijezda T-Tauri, to jest u roku usporedivom s milijun godina. Ova okolnost oštro ograničuje vrijeme potrebno za pripravljanje tvari od koje će nastati planeti. Čvrsta zrna morala su se u maglici stvoriti prije nego što je Sunce ušlo u razdoblje zvijezda T-Tauri, a plinovite atmosfere divovskih planeta morale su se akumulirati u vremenu kraćem od izgona maglice, jer poslije plina više nije bilo. Zagrijavanje tvari u maglici i izgon plinovitog sadržaja bili su ograničeni na vrijeme od nekoliko stotina tusuća godina do milijun godina. 
O izravnom mehanizmu akumulacije planeta mišljenja su podijeljena. Prema jednom mišljenju, planeti nastaju gravitacijskim stezanjem lokalnih dijelova maglice, isto tako kao što je nastalo Sunce kao centralno zgušćenje. To znači da bi se se oni već morali nalaziti u brzo rotirajućem disku koji se steže, kao klupka tvari koja konkuriraju Suncu u raspodjeli mase maglice. Prema drugom mišljenju, planeti nastaju u maglici tako što se akumuliraju iz manjih čvrstih tijela - planetezimala. Ove dvije mogućnosti prilagođene su dvama različitim modelima maglice. Gravitacijska kontrakcija omogućena je u modelu maglice velike mase, za koju se pretpostavlja da je na početku iznosila 1 masu Sunca, pa je najveći dio maglice izgubljen u prostoru. Model maglice male mase, od 0,05 do 0,1 mase Sunca, zaustavlja se na granici iznad koje je sve veća vjerojatnost da od maglice nastane druga zvijezda a ne planeti, to jest da Sunce dobije zvjezdanog pratioca. Postoji i donja granica mase od 0,01 mase Sunca koja se određuje tako da se današnjoj ukupnoj masi planeta, u kojoj prevladavaju teži elementi, dodaju elementi da bi njihova zastupljenost dostigla zastupljenost elemenata na Suncu, odnosno u međuzvjezdanom materijalu. 

#### Model maglice male mase
Dinamičko vladanje čvrstih tijela u maglici ovisi o njihovoj veličini. Sitnija tijela plin povlači u kruženju oko Sunca i zadaje im kutnu količinu gibanja. Zbog otpora sredstva zrna postižu zaobljenje staze i pomalo u spiralama padaju prema Suncu (kao umjetni satelit u Zemljinoj atmosferi); ako su zrna zaostajala u daljim dijelovima maglice, budu odbačena u svemir. Plinovito sredstvo ne povlači tijela narasla do veličine od 1 metar. Kod takvih tijela prevladava međusobno privlačenje i ona se okupljaju u još veća tijela. To su planetezimali, elementi planeta u toku njihova nastajanja. Nakon nestanka plinovite maglice samo planetezimali ostaju u prostoru. 
Kemijski sastav planetezimala već je prilagođen njihovoj toplinskoj prapovijesti. Planetezimali koji kruže bliže Suncu sagrađeni su od željeznog i stjenovitog materijala, oni koji kruže dalje od Sunca tijela su od smrznutih plinova i vode, izmiješanih s težim elementima u omjeru 3:1. Od prvih nastaju planeti Zemljine grupe. Niža temperatura u vanjskim područjima dopuštala je da tamo planetezimali porastu prije, pa su i planeti koji tamo od njih nastaju postali veći. Popratna je pojava da se oko jezgara divovskih planeta jačom privlačnom silom okupe i održe velike količine vodika i helija. Dinamičko stanje tijela posljedica je uvjeta koji su postojali u maglici: gibaju se direktno, staze im se mnogo ne otklanjaju od središnje ravnine simetrije isčezle maglice, i nisu mnogo izdužene. Zbog množine, planetezimali se gibaju u obliku slabo povezanih skupova. Oni se međusobno utrkuju, dostižu i srastaju. U osnovi mehanizma akumulacije planetezimala je ideja da tijelo veće mase kupi na sebe tijela manje mase. Zamišljamo kako se jedno veće tijelo giba oko Sunca stazom koju poremećuje plimni utjecaj Sunca i ostalih dijelova maglice, pa tako u toku vremena prikupi planetezimale iz jednog širokog prstenastog pojasa. Nije neočekivano da dolazi i do dvostrukih i višestrukih sistema u kojima jedno tijelo preuzima ulogu planeta, a drugo, ili druga, ulogu satelita. Sateliti nemaju i svoje satelite jer to sprečava plimna sila planeta. Zbog jače privlačne sile divovski planeti okupljaju veću svitu pratilaca. 
Model planetezimala i maglice male mase dobro je prilagođen akumulaciji terestričkih planeta. Njihov rast traje oko 100 milijuna godina. Za toliko je Sunce od njih starije. Pošto su planeti stvoreni, još je pola milijarde godina međuplanetarni prostor bio ispunjen sitnijim materijalom, planetoidima, kometima i meteoridima. O tome svjedoče krateri u površini svih krutih tijela Sunčeva sustava, a trajanje teškog bombardiranja datirano je ispitivanjem Mjeseca. Rast divovskih planeta putem okupljanja planetezimala i velikih atmosfera bio bi predug, duži od trajanja prasunčeve maglice. Njima je bolje prilagođen model maglice velike mase.

#### Model maglice velike mase
U tom modelu, unutar rotirajućeg diska oblikuju se prstenovi veće gustoće koji se stežu u divovske plinovite protoplanete. Dimenzije su im oko astronomske jedinice. Brzina stvaranja je velika, što je svojstvo gravitacijskog stezanja, i najveće dimenzije protoplaneti postižu za oko 50 000 godina. U unutrašnjem dijelu sustava divovski plinoviti protoplaneti mogli su postojati samo vrlo rano, za vrijeme rasta Sunca. Neotporni su na sudare i raspadaju se pod plimnim djelovanjem Sunca. Fizički procesi na divovskim plinovitim protoplanetima dovode izravno do razlikovanja (diferencijacije) tvari po slojevima. Zagrijavanjem unutrašnjih dijelova gravitacijskom energijom, čvrsta se zrna tale i talože (sedimentiraju) u plinovitom sredstvu prema središtu. U središtu se protoplaneta može stvoriti znatna rastaljena jezgra od težih elemenata, dok je izvana akumulirana velika plinovita atmosfera. Merkur, s vrlo velikom prosječnom gustoćom (iako je najmanji od terestičkih planeta) mogao bi biti ostatak ostataka takvog protoplaneta. Jupiter je okupio najdublju i time se po zastupljenosti elemenata najviše približio Suncu. U usporedbi s Jupiterom, Saturn pokazuje manjak lakih elemenata. 
Može li se riješiti problem planetoida (asteroida)? Zašto na njihovom mjestu ne postoji cjeloviti planet? Planetoidi se nalaze na granici koja je dijelila područje s nižom i višom temperaturom. Izučavanje meteorita ocijenjeno je da je ovdje vladala temperatura od 100 do 600 K. Zašto se tu nije stvorio cjeloviti planet, razlozi se traže osim u određenom fizičkom stanju još i u poremećenjima kojima je Jupiter regulirao gibanje planetoida; stvoreni su prekasno, a da ih Jupiter ne bi osujetio u okupljanju. Većih je planetoida nekada moralo biti više. Međusobno sudaranje dovelo je do današnjih odlomaka (sudarna evolucija). 
Po dinamičkim svojstvima kometi pripadaju Sunčevom sustavu, ali na poseban način. Po fizičko-kemijskim svojstvima, jer se sastoje pretežno od sleđenih tvari, ishodište im treba tražiti u daljim dijelovima Sunčeve maglice, u području Urana i Neptuna. Po sastavu, Uran i Neptun su čak bliži kometima nego Jupiteru. Rast udaljenijih planeta traje duže, pa ta dva planeta nisu stigla zahvatiti veću količinu plinova. Kometi su jednostavne građe koja se nije promijenila od vremena nastanka. Razvoj im je zastao na prvim koracima okupljanja. Poremećeni Jupiterom i Saturnom, možda prolaznim zvijezdama, a također i slabljenjem privlačne sile prasunčeve maglice u vrijeme njezina rasipanja, odbačeni su u Oortov oblak kometa, ili su pak popadali po planetima. 
O ranijim koracima geološkog razvoja planeta teško je suditi na temelju današnjih dokaza. Kako su se planeti Jupiterove grupe izmijenili neznatno od nastanka do danas, osvrćemo se samo na promjene koje se odvijaju na planetima Zemljine grupe i na planetskim satelitima. Značajno je da su svi planeti i svi sateliti kemijski i geološki različiti! Struktura Zemlje pokazuje da je ona prošla kroz fazu taljenja i kroz fazu diferencijacije tvari - kada su tvari veće gustoće tonule prema središtu, a manje gustoće uzgonom se dizale prema površini. Problem je u tome kojim je slijedom planet prolazio kroz te faze i koji su njegovi dijelovi sudjelovali. Nije nemoguće da su protoplaneti već u toku okupljanja iz planetezimala u geometrijskom središtu prikupljali tijela veće gustoće. Ako su nastali uz prisustvo plinovite komponente prasunčeve maglice, okupili su i guste primarne atmosfere sastavljene od vodika i helija. 
U posljednjoj fazi rašćenja planeti su vjerojatnije bili na povišenoj temperaturi a ne hladni. Naime, u toj fazi preostala se tijela susaraju s velikim brzinama, što mora dovesti do visokih temperatura protoplaneta, i do bar djelomičnog njihovog taljenja. Toplina dobivena pri stvaranju otpuštala se u svemir, i ujedno se prenosila na dublje slojeve. No kada bi to bio jedini izvor topline u povijesti planeta, Zemlja bi danas bila iznutra mnogo hladnija nego što jeste. Drugi, jednako važan izvor topline jesu procesi u radioaktivnih elemenata. Zbog dugog vremena poluraspada tih elemenata, taj izvor topline postaje učinkovit tek u vrijeme od milijardu godina, a tada može rastaliti velik dio planeta. Planetsko tijelo s rastaljenim područjima obavezno prolazi kroz kemijsku diferencijaciju i raslojava se po dubini. Atomi većeg obujma, a manje gustoće, difundiraju prema gornjim slojevima i tu se, kada taljevina prelazi u čvrsto stanje, ugrađuju u kristalnu rešetku. I obratno - atomi manjeg obujma, a veće gustoće, tonu prema središtu planeta. Ta je diferencijacija dovela do današnjeg stanja, u kojemu su željezo i metali koncentrirani u jezgri Zemlje, a minerali manje gustoće u plašt povrh kojega “pliva” skrutnuta kora. Stoga kemijski sastav nekog mjesta u dubini Zemlje ne odgovara prosječnom obilju elemenata na Zemlji. Polovica svih radioaktivnih elemenata koncentrirana je u Zemljinoj kori! Rastaljeni slojevi u neprekidnom su gibanju (struje konvekcije ili miješanja) i dovode do magnetskog polja. 
Mjesec je prošao kroz diferencijaciju samo djelomice. Dok je u početnim stadijima evolucije ostao dehidriran. Zemlja je prikupila iznenađujuće veliku količinu lako hlapljivih spojeva (onih koji se stvaraju od atoma vodika, ugljika, kisika i dušika). Problem je u tome što u početnom stadiju, sa zagrijanim površinskim slojevima, Zemlja nije mogla te spojeve zadržati. Stoga je veoma privlačna ideja da su te tvari na Zemlju stigle padovima kometa u vrijeme kada je kora očvrsnula i podnosila žestoko bombardiranje. Količina vode Zemljinih oceana iznosi 0,025% od ukupne mase Zemlje; ugljikovog dioksida sadržanog u vapnenačkim stijenama ima 10 puta manje, a dušika 300 puta manje. Elementi potrebni za razvoj živih organizama pristigli su kometarnim materijalom iz daljih područja sustava! Zbog prosječne temperature Zemljine površine koja se nalazi između ledišta i vrelišta vode, a uz dovoljnu jakost gravitacijskog polja, lako hlapljivi spojevi ostali su zarobljeni. Tako bi posrednim putem kometi doveli do pojave života. Visoke temperature na Veneri nisu pogodovale zadržavanju vodene pare, a na Marsu se voda smrznula oblikujući permafrost. U atmosferi terestičkih planeta preovladao je ugljikov dioksid, u stvari sekundarna atmosfera. Atmosfera se otada promijenila samo na Zemlji, zbog pojave života; Zemlja dakle dobiva i tercijarnu atmosferu. 
Veliki Jupiterovi sateliti i Saturnov Titan fizički se razlikuju i međusobno i od terestičkih planeta, no uklapaju se u opći model. Galilejanski sateliti pokazuju pravilnost u nizu udaljenosti od Jupitera, geološka im aktivnost raste s približavanjem Jupiteru. Razvoj Io bio je nasloženiji. Bliži pratioci gibali su se u prostoru kroz koji se prenosila toplina i energične čestice magnetosfere mladog Jupitera, pa na njima ima više nataloženih teže isparljivih sastojaka. Započevši kao grude blatnog leda, sateliti se postupno zagrijavaju, u čemu udjel ima i radioaktivni izvor, sadržan u silikatnoj osnovi, i plimno stezanje i rastezanje. Rastaljeni slojevi razdvajaju se na teže i lakše sastojke. Silikati su tonuli i stvorili čvrstu jezgru, dok je voda ostala kao omotač. Povrh vode isplivala je mješavina leda i silikata, izložena svemirskom prostoru. Na Europi je ostala samo ledena kora što pluta na vodi koja čini petinu mase. Sleđene površine Ganimeda i Kalista zasićene su tamnim meteoritskim materijalom, pa u svojoj nutrini okivaju mekši plašt od leda i vode. Zemlja i Titan nastali su od istih sastojaka koji su postojali u prasunčevoj maglici, no zbog drugih fizičkih uvjeta metan i dušik su, kao dovoljno teški plinovi, zadržani na Titanu. 

#### Nebularna teorija
U kakvom su odnosu današnji pogledi na postanak planeta prema kozmološkim teorijama, kao što je Kantova i druge? Današnji stav rezultat je iskustva brojnih istraživača, provjerena neposrednim podacima o fizičkom stanju tijela, o sastavu njihovih atmosfera, reljefu, kemijskom i mineraloškoj strukturi, radioaktivnom datiranju, magnetskom polju, gravitacijskom polju. Od teorije Immanuela Kanta (1755.) i Pierre-Simona Laplacea (1796.) preuzeta je ideja o nastanku Sunca i planeta iz međuzvjezdane maglice (nebularna teorija). Kant je pošao od predodžbe hladnog oblaka prašine u kojemu se prilikom gravitacijskog stezanja rotacija javlja sama od sebe - što nije moguće (unutarnje sile ne mogu od kaotičnog gibanja dovesti do uređenog). Kant ne ide dalje od općih prirodoslovno-filozofskih postavki. Laplaceova teorija je prva metamatički obrađena teorija. Laplace pretpostavlja da već postoji usijana maglica koja rotira te prati kako se maglica hladi, steže i ubrzava vrtnju. Današnji slijed argumenata je drukčiji: maglica se ne steže zbog hlađenja, već zbog prevlasti gravitacijskog privlačenja, a pritom se, uz ubrzanje vrtnje, gravitacijskom energijom zagrijava. Kada postignu brzinu kruženja, vanjski dijelovi maglice više ne tlače na središnje dijelove. Postali su samostalni i imaju oblik prstena. Središnja se masa dalje steže i time razdvaja od prstena. Od prstena nastaje planet. Planeti bi tako morali nastati postupnim stezanjem središnje mase koja za sobom redom ostavlja prstenove. A sateliti bi morali nastati istim procesom pri ubrzavanju vrtnje planeta, koji je po Laplaceu na početku također plinovit. Postoji još jedan bitan nedostatak teorije. Ostavivši samostalan prsten, centralna masa bi pri stezanju trebala zadržati veći dio kutne količine gibanja. Dokaz protiv teorije je i gibanje Saturna i njegovih prstenova: unutarnji dijelovi Saturnova prstena gibaju se brže od Saturnove površine; slično se i Fobos giba brže od Marsove površine! Po današnjem tumačenju nebularne teorije maglica ne dolazi u stanje nestabilnosti zbog vrtnje. Osim toga, u odvojenom prstenu prije će doći do retrogradne vrtnje planeta nego do direktne. Teorije Kanta i Laplacea napuštene su početkom 20. stoljeća uglavnom stoga što nisu uspjele ispravno predvidjeti raspodjelu količine gibanja. 

#### Katastrofna teorija o postanku planeta
Pojam planetezimala preuzet je od Thomasa Chrowdera Chamberlina (1901.) i Foresta Raya Moultona (1905.), koji su razvijali teoriju katastrofe - teoriju sudara Sunca s drugom zvijezdom. Pri tome je privlačna sila trebala izvući iz Sunčeva tijela plin koji se najprije kondenzira u mnogobrojna mala kruta tijela, planetezimale, a zatim se oni udružuju u plenete. Druga zvijezda je, zbog prolaska, izbačenoj tvari podarila količinu gibanja, neovisnu o veličini Sunčeve vrtnje. Teorija ne objašnjava postanak planetskih satelita. 
Teoriju katastrofe prvi je postavio Georges Louis Leclerc de Buffon (1745.), zamislivši tangencijalni prolet "nekog velikog" kometa pokraj Sunca, no teorija te vrste najviše je povezivana s imenom James Hopwood Jeans (1917.). Zvijezda koja uzrokuje katastrofu ulazi po njemu, unutar Rocheove granice, plimni val se diže i izvlači u obliku plinovite cigare. “Cigara” se raspada na dijelove. Dijelovi prolaze eliptičnim stazama oko Sunca te Sunčeva plimna sila izvlači iz njih još manje dijelove, umnogostručavajući proces. Prvo se u obliku kapljevina kondenziraju manja tijela, sateliti, a zatim veći - planeti. Gibanja planeta koči se u preostaloj plinovitoj atmosferi i staze im se zaokružuju. Teoriju Jeansa razvija Harold Jeffreys (1929.), no teorija zapada u teškoće. Osnovna slabost sadržana je u polaznoj pretpostavci tijesnog sudara. Takvih slučajeva u Galaktici ne može biti mnogo, pa bi i pojava planetskog sustava bila rijedak događaj. 
U jednoj varijanti teorije katastrofe, Sunce je član dvojnog zvjezdanog sustava, a planeti nastaju od drugog člana tog sustava, kada na sustav nalijeće zvijezda izvana. Pojavila se i hipoteza da druga zvijezda sustava eksplodira kao nova odnosno supernova, a planeti se stvaraju iz izbačenog plina, u gravitacijskom polju Sunca. Bitan nedostatak teorija koje postuliraju nastanak planeta od razrijeđenog usijanog plina je u tome što nema načina da se iz takvog plina stvori hladno črsto tijelo. Teorije po kojima planeti nastaju iz tvari izvučene iz Sunca, ili iz neke druge zvijezde slične Suncu, pobija kemijski sastav planeta. Planeti su nastali iz neizmijenjenog međuzvjezdanog materijala, a ne materijala koji je prethodno bio obrađen u Suncu. Kemijski sastav planeta podudara se s kemijskim sastavom međuzvjezdana materijala. Kritične su veličine omjer deuterija i vodika (protija) i udio litija. Deuterija i litija Sunčeva atmosfera ima skoro 100 puta manje, nego međuzvjezdana materija, jer su to elementi i njihovi izotopi koji se prerađuju u termonuklearnim reakcijama. 
Otto Schmidt (1944.) razmatra međuzvjezdani materijal koji Sunce zarobljuje na putu kroz Galaktiku. Nakon zahvata, oblak se zakreće odnosno vrti oko Sunca. U ravnini simetrije vrtnje - ekvatorskoj ravnini oblaka - okupljaju se zrnca praha koja rastu i, akumulirajući se, grade planete. Planeti se stvaraju hladni, a potom se zagrijavaju radioaktivnošću. Takve teorije koje ne traže zajedničko porijeklo Sunca i planeta tumače gibanje planeta blizu ravnine Sunčeva ekvatora (nagnut je za 7° prema ravnini ekliptike) čistom slučajnošću. Po današnjem shvaćanju, to nije slučajnost, već posljedica zajedničkog nastanka. Razlika ravnina gibanja pojedinih planeta, koja uostalom nije velika, tumači se širinom rotirajućeg magličastog diska u kojemu su bile smještene staze planetezimala. Schmidt ponovo uvodi nebularnu teoriju. Današnjem obliku nebularne teorije pridonijeli su još Carl Friedrich von Weizsäcker (1944.), Hannes Alfvén (1945.), Gerard Kuiper (1951.), A. Cameron (1962.), Évry Schatzman (1963.), Fred Hoyle (1944., 1956., 1960.) i drugi. 
Kako vidimo, postanak planeta valja svakako tražiti u vrijeme postanka zvijezda. Budući da i danas nastaju zvijezde, među njima ima bez svake sumnje i takvih kakvo je bilo Sunce u praskozorje Sunčeva sustava. Da bismo dakle shvatili uvjete koji su vladali u prirodnoj okolini prilikom nastanka Sunca i planeta i koji vode specifičnom procesu stvaranja nebeskih tijela, treba da se obratimo fizici zvijezda ili astrofizika.